# ひみつのはぐ
ひみつのはぐ（himitsunohugとも表記。2月7日 – ）は、日本のミュージシャン、アートディレクター、編集者。daisies records主宰。

## 人物
- 高校卒業後、ファッションの勉強をする傍ら、アートディレクター・水谷孝次の下でMerry Projectの中心メンバーとして活動する。その後、単身イギリスに留学し、エンターテインメントを勉強。帰国後から音楽活動を開始する。
- 『楽しいことの中に未来が』[1]未来を担う10代コンビとして注目を浴びる
- 制作のほぼすべてを自室で行うことから、ベッドルーム・ガーリー・アーティスト[2]と名乗っている。
- 和田あずさ名義の活動もあり、エキサイトニュースでは同名義を「ニックネーム」として扱っている[3]。

## 音楽性
- ウィスパーボイスやファニーボイスを用い、時に不協和音までも聴かせるアーティスティックなスタイルをとっている。

## 影響
主に音楽以外の作品から影響を受けており、カトリーヌ・ドヌーヴなどが出演するフランス映画のほか、ソフィア・コッポラ、ヤン・シュヴァンクマイエル、岩井俊二などの映像作品を好む。また、チェコ映画『ひなぎく』への思い入れが強く、レーベル名にもdaisiesという言葉が使われている。
写真家では、Tim Walker、SAGA SIG、蜷川実花、稲岡亜里子、佐内正史などを敬愛している。

## ひみつのはぐ名義
- iPhone/iPad用アプリ『ひみつのはぐ / 恋』 - 2011年10月31日
- 配信デビューミニアルバム『himitsu by himitsunohug』 - 2014年2月12日
- シンガーソングライター8utterfly『キミがいないワタシ feat.Mr.Low-D...友達には戻れない...』『Present』CDジャケット、ブックレット、ミュージックビデオなどのアートディレクション、デザイン
- タカラトミーアーツ『ミミクリーペット』の販促用映像出演

## february名義
- february『Alice Sweet bossa』配信リリース - 2012年10月17日

## Merry Projectとの関わり
Merry Projectとは、「笑顔は世界共通のコミュニケーション」を合言葉に1999年からアートディレクター・水谷孝次によって始められたコミュニケーションアートプロジェクト。
活動は、イベントの運営から撮影、編集やデザインなど多岐に渡る。
2003年
- 7月5日〜8月31日　六本木ヒルズMetro Hat（7/25-8/3）、丸の内DCROSS、カレッタ汐留、電通ビル、日比谷公園他数十カ所にて「Merry in Tokyo」開催　　フリーペーパー発行編集。
- 12月2日　渋谷「Merry Clean up Project」開催運営。

2004年
- 4月1日〜5月30日　北海道札幌市4番街にて「Merry in Sapporo」、5万人のClean up Project（5/30）開催　　フリーペーパー発行編集。
- 愛知万博のメインコンテンツ「MERRY EXPO」のため、世界20カ国へMERRYの取材（〜翌年2005年2月まで）アシスタント、編集業務。

2005年
- 3月25日〜9月25日　2005年日本国際博覧会　愛知万博「愛・地球広場」にて「Merry EXPO」開催　巨大エキスポビジョンで世界中の人々の笑顔が上映。
- 12月15日 MERRY EXPO -Book of global exchange- - 2005年、世界中の子ども達の笑顔とメッセージを集めた写真集の編集。

2008年
- 8月8日〜8月31日　六本木ヒルズにてMerry Garden!を開催運営、編集。
- 8月8日に開幕した北京オリンピックの開会式では、自身が選考した写真が多く使われている。

2010年
- 5月5日　Merry Umbrella Project in 渋谷（東京・渋谷）運営。
- このイベントの写真が日本文京出版の美術の教科書の裏表紙に掲載されている。[4]